# راس العین قبلی
راس العین قبلی (به عربی: رأس العین قبلی) یک روستا در سوریه است که در استان حلب واقع شده‌است. راس العین قبلی ۲٬۵۸۱ نفر جمعیت دارد.